# Академия изобразительных искусств (Вена)
Академия изобразительных искусств (нем. Akademie der bildenden Künste) — государственное высшее художественное учебное заведение, расположенное в столице Австрии Вене. Одна из старейших художественных академий Европы. Именно сюда в 1907 году пытался поступить Адольф Гитлер.

## История
Венская художественная школа появилась в 1692 году как частная студия придворного художника Петера Штруделя по образцу римской Академии Святого Луки. В 1772 году все существовавшие на тот момент учреждения искусства были объединены в Императорскую придворную академию живописи, скульптуры и архитектуры. В 1872 году Академия получила статус высшего учебного заведения, а в 1998 году, сохранив своё прежнее название, она стала университетом.
В 1898 и 1910 годах Отто Вагнер представил проекты нового здания Академии изобразительных искусств, которые однако не были воплощены в реальности.
С 1 апреля 1877 года Академия размещается в построенном Теофилом фон Хансеном здании на площади Шиллерплац. В состав Академии входят картинная галерея (250 полотен кисти известных мастеров, начиная с периода раннего Ренессанса и вплоть до XVIII—начала XIX вв., таких как: Босх, Кранах, Рембрандт, Рубенс, Тициан, Мурильо и Гварди), а также гравюрный кабинет — одно из наиболее значительных собраний графики в Австрии. Обе коллекции — живописи и графики — служат учебным материалом для студентов Академии. Культурные ценности получили значительные повреждения в ходе Второй мировой войны.

## Знаменитые преподаватели
- Айзенменгер, Август
- Ахляйтнер, Фридрих (в прошлом выпускник АИИ)
- Карл фон Блаас (в прошлом выпускник АИИ)
- Вурцингер, Карл
- Кристиан Грипенкерль
- Дрекслер, Иоганн Баптист
- Рубен, Кристиан
- Микеланджело Унтербергер
- Фейербах, Ансельм
- Фароки, Харун
- Юргенсен, Биргит
- Рудольф Хауснер
- Иоганн Якобе

## Знаменитые студенты
- Абель, Иосиф
- Ажбе, Антон
- Айзенменгер, Август
- Ангели, Генрих фон
- Аухенталлер, Йозеф Мария
- Вагнер, Александр фон
- Вагнер, Отто
- Вальдмюллер, Фердинанд Георг
- Вебер, Август Егорович
- Газенауер, Карл ван
- Гесснер, Губерт
- Горовиц, Леопольд
- Гурк, Эдуард
- Дарнаут, Хуго
- Даффингер, Мориц Михаэль
- Дикас, Томаш
- Зелены, Йозеф
- Клёбер, Август
- Крихубер, Йозеф
- Кундман, Карл
- Ланда, Хуберт
- Леопольский, Вильгельм
- Макс, Габриэль
- Маульберч, Франц Антон
- Мессершмидт, Франц Ксавер
- Михалек, Людвиг
- Мюль, Отто
- Обермюльнер, Адольф
- Овербек, Фридрих
- Ольпинский, Ян Казимир
- Пайнтнер, Эльмар
- Петтер, Франц Ксавер
- Поллак, Михай
- Попп, Мишу
- Рачинский, Александр
- Рейхан, Алоизий
- Розенталь, Константин Даниэль
- Саттлер, Хуберт
- Строй, Михаил
- Тилгнер, Виктор
- Фукс, Эрнст
- Ханак, Антон
- Хауснер, Ксения
- Хельнвайн, Готфрид
- Фадруж, Янош
- Фриденсрайх Хундертвассер
- Фридлендер, Фридрих
- Чернил, Моржиц
- Шарлемон, Гуго
- Эдуард Шарлемон
- Шлезингер, Вильгельм Генрих
- Штейндль, Имре
- Йозеф Штилер
- Шулек, Фридьеш
- Кристуфек, Элке
- Энгерт, Эдуард фон
- Янеш, Альберт
- Янса, Вацлав

## Галерея

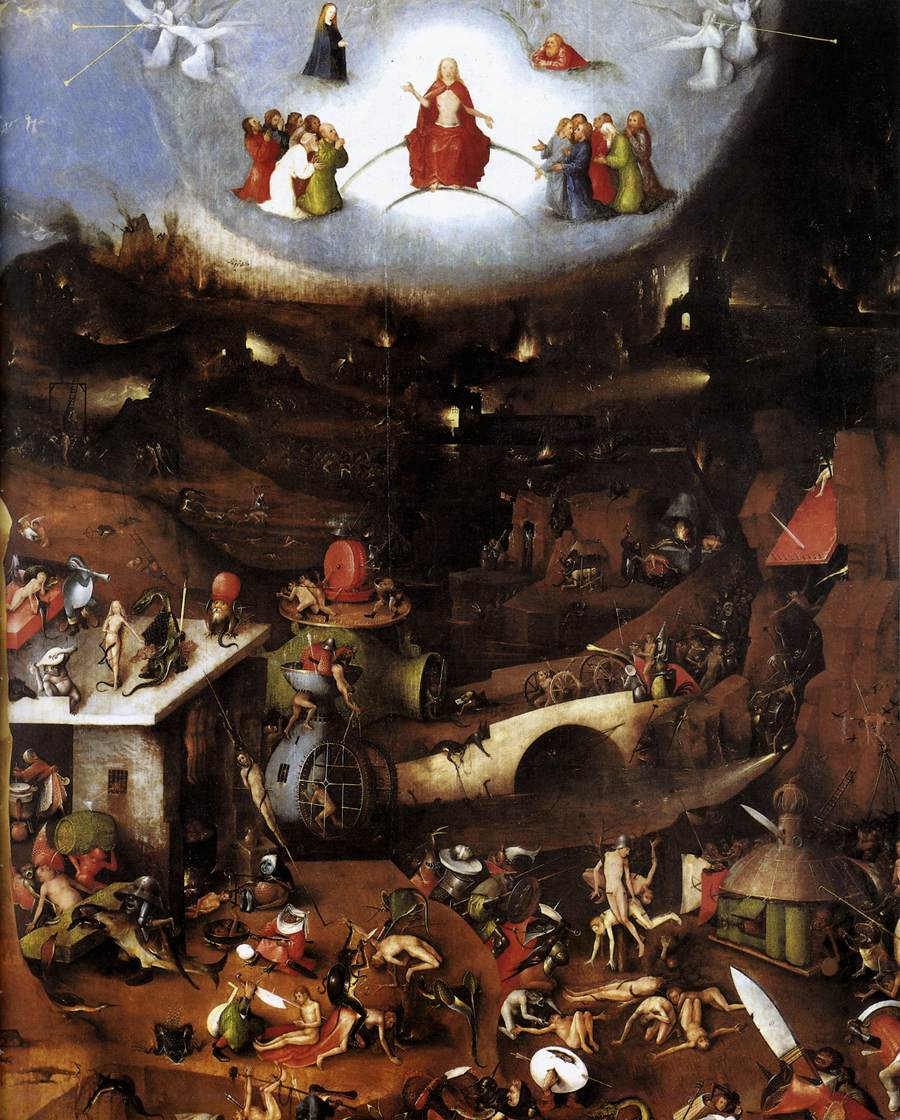
Иероним Босх. Страшный суд. Триптих. 1504